# Scatopsciara subarmata
Scatopsciara subarmata är en tvåvingeart som beskrevs av Werner Mohrig och Boris Mamaev 1983. Scatopsciara subarmata ingår i släktet Scatopsciara och familjen sorgmyggor.
Artens utbredningsområde är Turkmenistan. Inga underarter finns listade i Catalogue of Life.